# لومیناریاس
لومیناریاس (به پرتغالی: Luminárias) یک منطقهٔ مسکونی در برزیل است که در میناز ژرایس واقع شده‌است. لومیناریاس ۵۰۰٬۱۴۳ کیلومتر مربع مساحت دارد.